# Premier principe
 (septembre 2009).
Si vous disposez d'ouvrages ou d'articles de référence ou si vous connaissez des sites web de qualité traitant du thème abordé ici, merci de compléter l'article en donnant les références utiles à sa vérifiabilité et en les liant à la section « Notes et références ».
Pour les articles homonymes, voir Premier principe.
En philosophie, un premier principe ou  principe premier désigne soit une proposition dont dérivent toutes les autres propositions du domaine considéré soit une cause de toutes les autres choses du  domaine considéré. Si on parle dans l'absolu de premier principe, il s'agit alors de la cause du monde dans son ensemble.
En physique, c'est le nom donné à l'hypothétique principe qui serait à la base de toutes les lois physiques connues [réf. nécessaire].
En théologie, Dieu est considéré comme le principe premier, la condition sine qua non de l'existence de toutes choses. Dans le christianisme, c'est Dieu le Père, créateur du ciel et de la terre, comme indiqué dans le Livre de la Genèse : « Au commencement, Dieu créa le ciel et la terre » (Gn 1, 1).